# 尤里克

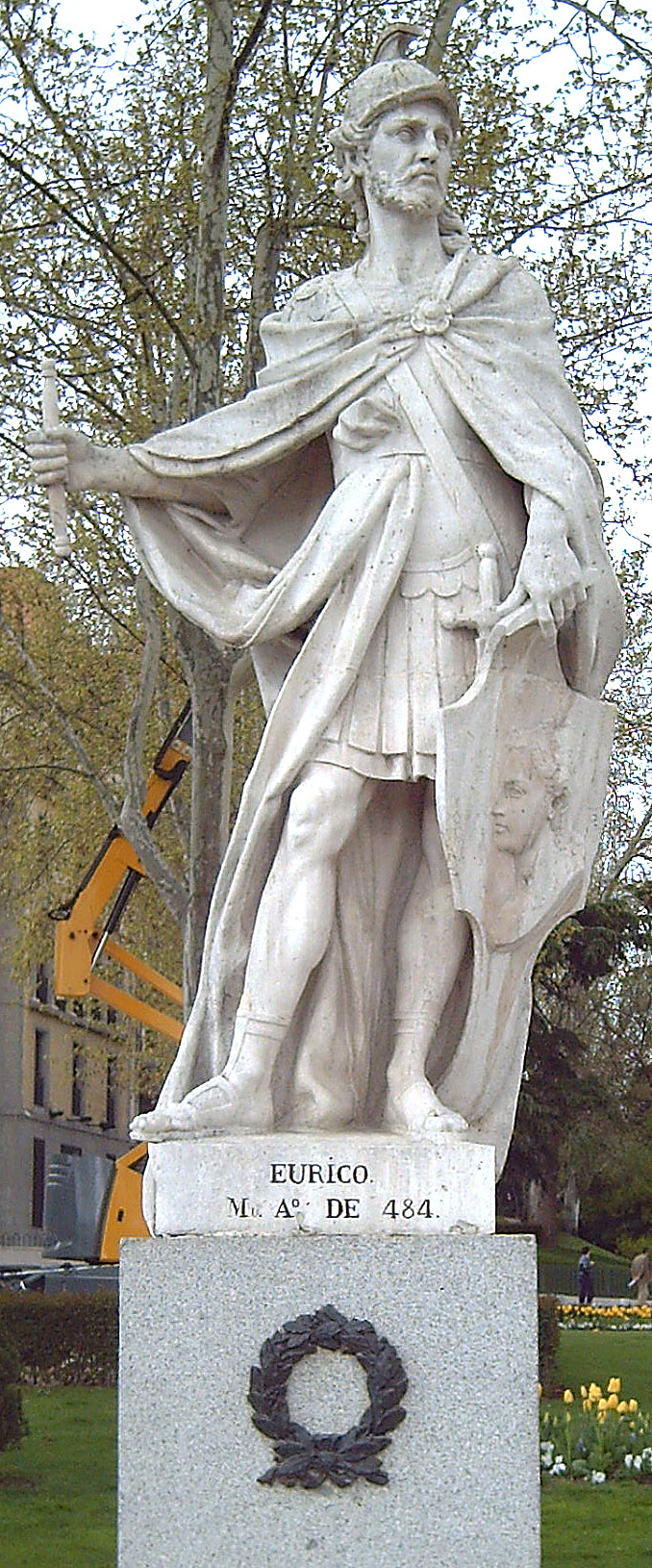
位于马德里的雕像（J. Porcel创作于1750年 - 1753年）

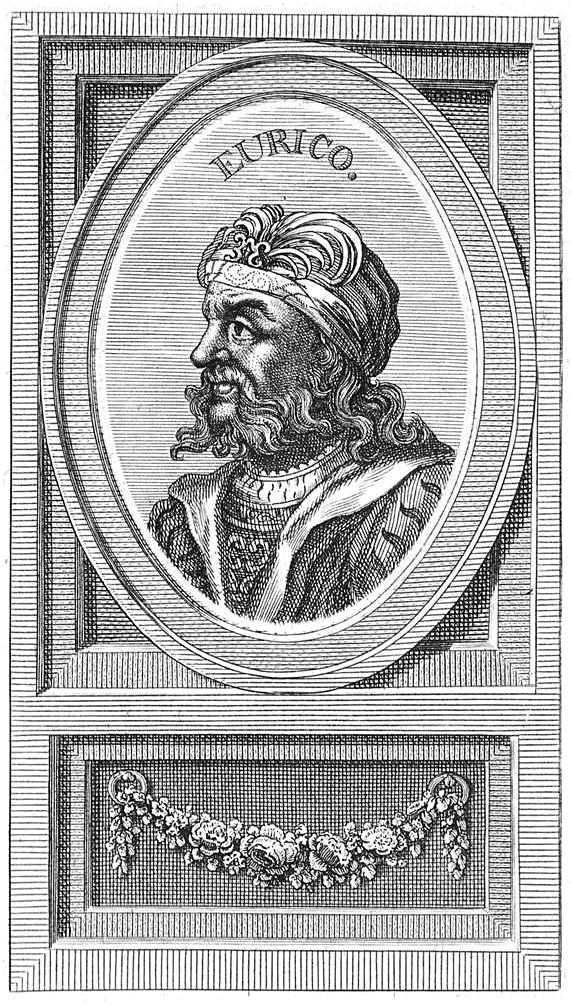
来源于 西班牙国家图书馆

尤里克（哥德語：Aiwareiks，西班牙语、葡萄牙語中也作Evaric、Eurico，440年—484年12月28日）西哥特王国国王，狄奥多里克一世之子。在谋杀了其兄西奥多里克二世后，他称王（rex）统治了西哥特人。其在位时间从公元466年至公元484年尤里克的死亡为止。有时他也被称作尤里克二世（Euric II）。